# Anaxipha pallens
Anaxipha pallens är en insektsart som först beskrevs av Carl Stål 1861.  Anaxipha pallens ingår i släktet Anaxipha och familjen syrsor. Inga underarter finns listade i Catalogue of Life.